# Mademoiselle
Mademoiselle, franska av ma, min, och demoiselle, på franska förkortat Mlle, pluralis mesdemoiselles, förkortat Mlles (alltid utan punkt), var i Frankrike förr titel för en gift, ofrälse kvinna, samt senare och ännu idag för ogifta kvinnor i allmänhet.
Använt ensamt betecknade ordet under den tid då kungarna av huset Bourbon regerade Frankrike monsieurs (kungens äldste broders) äldsta dotter och därtill den första prinsessan av blodet, så länge hon var ogift.